# Doryphoribius mariae
Doryphoribius mariae är en djurart som tillhör fylumet trögkrypare, och som beskrevs av Giovanni Pilato och Maria Grazia Binda 1991. Doryphoribius mariae ingår i släktet Doryphoribius och familjen Hypsibiidae. Inga underarter finns listade i Catalogue of Life.